# Dhupgāri
Dhupgāri är en ort i Indien.   Den ligger i distriktet Jalpāiguri och delstaten Västbengalen, i den nordöstra delen av landet, 1 200 km öster om huvudstaden New Delhi. Dhupgāri ligger 82 meter över havet och antalet invånare är 41 168.
Terrängen runt Dhupgāri är mycket platt. Runt Dhupgāri är det mycket tätbefolkat, med 1 632 invånare per kvadratkilometer. Närmaste större samhälle är Goyerkāta, 12,4 km norr om Dhupgāri. Trakten runt Dhupgāri består till största delen av jordbruksmark.